# T-Square
T-Square est un groupe de jazz fusion japonais formé en 1978. Le groupe est devenu célèbre à la fin des années 1970 et au début des années 1980 en même temps que d’autres groupes japonais du même genre.
Sa formation la plus marquante comprend ses membres de 1986 à 1990 : le guitariste Masahiro Andoh (en), le saxophoniste / flûtiste /joueur de EWI Takeshi Itoh, le bassiste Mitsuru Sutoh, le claviériste Hirotaka Izumi et le batteur Hiroyuki Noritake. Ils sont connus pour des musiques telles que Truth, Japanese Soul Brothers, Takarajima, Omens of Love, entre autres. Truth a été utilisé comme thème pour la couverture de la Formule 1 sur Fuji Television de 1989 à 2000 et depuis 2012. Un arrangement spécial, Truth 21c, a été utilisé comme thème pour la F1 japonaise en 2001 et 2002, et dans d’autres remixes de 2003 à 2006.

## Histoire

### Débuts à l'université (1976-1978)
En 1976, le groupe a commencé en tant que petit groupe de jazz fusion à l'Université Meiji avec une formation très basique composée du bassiste Yuhji Nakamura, du guitariste Masahiro Andoh, du pianiste Jun Hakama et du batteur Shunichi Harada. Selon Masahiro Andoh, le nom originel du groupe provient du Madison Square Garden. Hakama et Harada ont été remplacés par Junko Miyagi aux claviers et Michael S. Kawai à la batterie, ainsi qu'un jeune et novice Takeshi Itoh rejoignant le saxophone et les flûtes en 1977.

### The Square (1978-1988)
Avec le guitariste accompagnateur Yuhji Mikuriya, le claviériste Shirō Sagisu et la percussionniste Kiyohiko Senba qui se joignent à eux en 1978, le groupe se nomme The Square, adoptant un son de type disco semi-générique. Lorsque le saxophoniste en chef Takeshi Itoh se met à utiliser le lyricon comme instrument secondaire, The Square débute sa tradition d'écrire une à trois chansons avec le Lyricon dans chaque nouvel album par la suite. Au fil des années, le nombre de membres a diminué, passant de huit membres (deux claviéristes, deux guitaristes, un batteur, un percussionniste, un saxophone et un bassiste) à cinq (un batteur, un guitariste, un guitariste, un saxophone et un bassiste). Le son du groupe avait également évolué vers une musique plus rock lorsque Yuhji Nakamura, Junko Miyagi et Michael S. Kawai ont été remplacés par le batteur Jun Aoyama (plus connu pour avoir été le batteur de Tatsurō Yamashita de 1979 à 2003), le bassiste Toyoyuki Tanaka et le claviériste de Prism Daisaku Kume. Kume n'a rejoint le groupe qu'en tant que remplaçant et est parti un an plus tard. La percussionniste Kiyohiko Senba a quitté le groupe au même moment. En 1981, Eiji Shimizu remplace Jun Aoyama à la batterie et le pianiste Hirotaka Izumi rejoint le groupe en tant que premier claviériste / pianiste de longue date. En 1982, Tohru Hasebe remplace Shimizu. Hiroyuki Noritake remplace ensuite Hasebe à la batterie en 1986 en tant que premier batteur de longue date. En 1987, Mitsuru Sutoh remplace Toyoyuki Tanaka à la basse, devenant le premier bassiste de longue date du groupe. Takeshi Itoh échange son Lyricon contre un AKAI EWI avant la première sortie du groupe aux États-Unis. Leur première performance aux États-Unis est supposée être au Cat Club de New York. Avant de se rendre au Roxy de Los Angeles, ils comprennent qu’il existe déjà un groupe britannique appelé The Squares. Ainsi, le groupe change son nom pour T-Square.

### T-Square (1988-2000)
La performance du groupe au Roxy a marqué son premier album live en tant que T-Square. Deux ans plus tard, Masato Honda fait ses débuts avec eux comme saxophoniste sur l'album T-Square Live - Featuring F-1 Grand Prix Theme . En 1991, Takeshi Itoh poursuivit une carrière solo et Honda le remplace. Honda a également composé le morceau d'ouverture de l'album New-S de T-Square, Megalith. Après la sortie de l'album Blue in Red en 1997, Honda quitte le groupe pour poursuivre sa carrière solo. Takahiro Miyazaki le remplace. Au même moment, Hirotaka Izumi quitta T-Square et est remplacé par Tadashi Namba. Namba joue le thème de Gran Turismo, Moon Over The Castle, au clavier (de l'album solo de Andy de Masahiro, sorti en 1996), ainsi que sur l'arrangement T-Square de la chanson, intitulé Knight's Song, de Bleu in Red. Le groupe et tous les anciens et actuels membres (à l'époque) jouent à Yaon de Asobu pour leur 20e anniversaire la même année. Il s’agit de l’une des dernières représentations de T-Square dans laquelle Masato Honda est impliqué (contrairement à Miyazaki et Itoh, Honda n’a pas participé aux trois concerts suivants, en 2003, 2008 et 2013 respectivement). En 1999, Tadashi Namba a été remplacé par Keiji Matsumoto. La nouvelle formation de Miyazaki, Noritake, Sutoh, Matsumoto et Andoh a continué jusqu'au milieu de l'année 2000.

### T-Square Plus et Session (2000-2002)
Au milieu de l’année 2000, le groupe est divisé en T-Square (guitariste d'origine et permanent Masahiro Andoh, le saxophoniste de retour Takeshi Itoh et musiciens de session) et Trio The Square (le bassiste Mitsuru Sutoh, le batteur Hiroyuki Noritake et le claviériste Keiji Matumoto). Ce trio est la raison principale pour laquelle T-Square a dû employer des musiciens de session pour enregistrer à l'exception du spectacle Friendship Live. Le spectacle voit sur scène se produire Hiroyuki Noritake, ancien batteur de longue date, et Keizoh Kawano, alors claviériste invité et accompagnateur, et le bassiste Kiyoshi Murakami. T-Square a alors changé son nom à nouveau pour T-Square Plus. L'ancien guitariste Yuhji Mikuriya ainsi que l'ancien bassiste de Seikima-II, Shunsuke « Xenon » Ishikawa et le claviériste de session Takehiro Kawabe les ont brièvement rejoints en 2002. Après cela, le groupe a retiré le « Plus » de son nom, mais a continué à utiliser des musiciens de session jusqu'en 2003.

### 25eanniversaire, The Square / T Comes Back (2003)
En 2003, le groupe sort un album intitulé Spirits sous leur nom d'origine, The Square, avec certains de leurs membres d'origine (en partie à cause du 25e anniversaire de T-Square cette année-là) en gardant leur nouveau venu, Keizoh Kawano. Leur formation est composé de Itoh, Noritake, Sutoh, Kawano (remplaçant), Izumi et Andoh. Ils sortent un autre album, intitulé T Comes Back, contenant de nouveaux arrangements de certaines de leurs chansons les plus connues.

### Nouveaux membres du groupe (2004-2008)
En 2004, T-Square est à nouveau utilisé comme nom de groupe, Katsuji Morioka le rejoint et remplace Mitsuru Sutoh à la basse. Un an plus tard, Morioka est remplacé par Shingo Tanaka en tant que bassiste. En 2005, Keizoh Kawano est devenu le claviériste officiel. Le batteur Satoshi Bandoh remplace Hiroyuki Noritake la même année. Le batteur original de T-Square, Michael S. Kawai, est revenu de 2004 à 2008 en tant que percussionniste et producteur dans les coulisses.

### 30eanniversaire et Super Band / T-Square Super Special, Première formation (2008-2009)
Le groupe change de nom pour devenir T-Square Super Band, afin de promouvoir leur tournée du 30e anniversaire. La plupart des anciens membres de T-Square participent à l'enregistrement de leur nouvel album, Wonderful Days, en ajoutant encore plus d'anciens membres. Ils commencent l'enregistrement au milieu ou à la fin de l'année 2008 après la fin de leur tournée Wonderful Days. Après, le groupe a changé de nom pour devenir T-Square Super Special Band et joue à Yaon de Asobu pour son spectacle du 30e anniversaire. Ce spectacle est sorti en février 2009 sous le titre The Square ~ T-Square since 1978: 30th Anniversary Festival.

### Ère de l'auto-production (2009–2012)
Avec la sortie de leur album de 2009, Discoveries, seulement 3 mois après la sortie du DVD susmentionné, le groupe a retiré « Super Special Band » de son nom et réduit les membres au groupe du claviériste Keizoh Kawano, du batteur Satoshi Bandoh et au bassiste remplaçant sur le retour Shingo Tanaka ainsi que les deux membres d'origine du T-Square, Masahiro Andoh et Takeshi Itoh. Discoveries est vendu avec un DVD qui relate les performances et les répétitions de T-Square en 2008. En 2010, ils sortent un nouvel album, Jikan Ryoko, qui est la phrase japonaise pour Time Travel. Cet album est destiné à mettre davantage en valeur les capacités d'écriture de chansons des plus jeunes membres du groupe. Au cours de l'été de la même année, ils réenregistrent certaines de leurs chansons les plus anciennes et les diffusent en octobre dans un album intitulé Takara no Uta: T-Square joue The Square. Ils sortent un autre album original, Nine Stories, en avril 2011. Certains membres actuels et anciens de T-Square sont en tournée avec Satoshi Bandoh pour promouvoir son album solo, Happy Life!. À la fin de 2011, T-Square a enregistré un autre album de T-Square plays The Square, paru à la fin du mois d'octobre, comme l'année précédente. Keizoh Kawano enregistre et sort son propre album solo, Dreams, le mois suivant. À la fin de 2011, ils ont interprété une nouvelle musique, Bird of Wonder, parue avec leur album de 2012, Wings. Le groupe a ensuite publié un autre album de reprises, cette fois-ci avec l'aide de musiciens invités spéciaux.

### 35eanniversaire, T-Square Super Band (seconde formation) (2013)
C'est la deuxième fois que T-Square se présente sous le nom de T-Square Super Band, actuellement en promotion de son 35e anniversaire, T-Square's 35th Anniversary Festival. Il est composé de tous les membres du Super Band depuis 2008, à l'exception du pianiste Hirotaka Izumi et du percussionniste Kiyohiko Senba. Shingo Tanaka a également été promu de membre remplaçant à membre officiel dans le groupe. Lors de la sortie de Smile, le nouvel album de T-Square Super Band, une photo est incluse dans la pochette, avec du Kanji qui évoque clairement quelque chose qui ressemble à « Démission de Itoh », faisant croire aux fans que Takeshi Itoh partirait à nouveau. Dans leur dernier album de 2013, History, Itoh ne s'est produit que sur 2 morceaux de l'album, mais n'a pas quitté le groupe finalement.

### NEXT,Paradise,Treasure HunteretREBIRTH(2013 - Présent)
L'émission T-Square's 35th Anniversary Festival est sortie en Blu-ray en mai 2014. Près d'un mois plus tard, leur album est sorti, NEXT.
Paradise, le 40e album de T-Square, est sorti en juillet 2015 et fait partie des dix albums de T-Square (avec Lucky Summer Lady, Midnight Lover (tous deux de 1978), Make Me a Star (1979), Magic (1981), Kyakusenbi no Yuuwaku (1982), Stars and the Moon (1984), SPORTS (1986), Yes, No (1988) et Friendship (2000)) à ne pas être diffusé au printemps.
Paradise est le premier album de T-Square publié sur iTunes aux États-Unis, accompagné de leur compilation de concerts et de leur prochain album studio de 2016, Treasure Hunter. Tous ces albums sont disponibles sur iTunes américain, mais ce sont les 3 seuls albums disponibles, alors que l’iTunes japonais a une discographie plus complète.
T-Square a sorti son album REBIRTH en avril 2017. En 2018, ils ont publié City Coaster en avril et It's a Wonderful Life! en novembre.
T-Square avait déjà prévu d'enregistrer le prochain album Horizon à Los Angeles, mais le 6 février, leur claviériste Keizoh Kawano a été hospitalisé en raison d'une hémorragie intracérébrale. En raison de ces changements brusques, les membres du T-Square ne sont pas libres de voyager aux États-Unis pour rester et enregistrer l'album, ainsi Philippe Saisse a proposé de le faire pour eux. Ils publient  Horizon en avril 2019.

## Groupes dérivés
La liste suivante inclut des groupes comprenant plusieurs membres (anciens ou actuels) de T-Square.

### AnMi2
AnMi2 est un duo de guitares comprenant les deux premiers guitaristes de T-Square, Masahiro Andoh et Yuhji Mikuriya.

### Trio The Square / The Masato Honda Band / Voice of Elements
Ce groupe a débuté à la suite de différences créatives entre les membres de la formation T-Square de 1999-début 2000, mais le trio a débuté à la mi-1999, avec le clavier Keiji Matsumoto, le batteur Hiroyuki Noritake et le bassiste Mitsuru Sutoh dans le rôle de Trio The Carré. Le Trio The Square a été dissous plus tard en 2000.
Plus tard dans l'année, Hiroyuki Noritake et Keiji Matsumoto deviendront, avec le bassiste Tomohito Aoki, le guitariste Jun Kajiwara, le groupe d'accompagnement de l'ancien saxophoniste de T-Square Masato Honda. Le groupe n'avait pas de nom officiel mais a été collectivement surnommé The Masato Honda Band.
Le Masato Honda Band a été mis en sommeil en 2005, puis complètement inutilisé au début de l'année 2006 pour laisser la place à Voice of Éléments, qui comprend à nouveau Hiroyuki Noritake et Keiji Matsumoto. Tomohito Aoki, le bassiste originel du groupe Masato Honda, est décédé d'une insuffisance cardiaque aiguë en juin de la même année. Il a donc été remplacé par Mitsuru Sutoh. Au moment où Sutoh a rejoint le groupe, tous ceux qui y ont adhéré sont également d'anciens membres de T-Square. Voice of Éléments a continué à jouer et à enregistrer jusqu’en 2007.

### Ottottrio
Ce groupe est un ancien groupe de fusion dirigé par 3 guitaristes, Masahiro Andoh de T-Square, Issei Noro de Casiopea et Hirokuni Korekata de KoreNos. Le batteur Hiroyuki Noritake a été, avec Masahiro Andoh, un autre musicien de T-Square faisant partie de ce groupe depuis 1988. De plus, le bassiste T-Square, Mitsuru Sutoh et le claviériste plus tard de T-Square, Keiji Matsumoto, ont enregistré avec eux à la fin de 1998 (et ont effectivement rejoint T-Square quelques mois plus tard).

### KoreNoS
Ce groupe a été formé en 2004 par Hirokuni Korekata, Hiroyuki Noritake et Mitsuru Sutoh. Ils ont sorti 2 albums studio, Asian Street Style (2004) et Abracadabra (2005). Ils ont également sorti un album live en 2007.

### Casiopea vs. The Square
Bien que Casiopea vs. The Square se soit produit en tant qu’événement unique en 2003 (le DVD et le CD ayant des sources audio différentes suggérant la présence possible de 2 concerts), cette extension de 2 groupes de Jazz-Fusion différents remonte à 1993. L'ancien percussionniste de The Square, Kiyohiko Senba, a joué l'une des chansons de l'album de Casiopea en 1993, Dramatic. Un an plus tard, les deux groupes ont joué un arrangement de Get Back des Beatles dans une émission japonaise. Trois ans plus tard, Casiopea, T-Square et Jimsaku ont joué au Tokyo Jam 1997 avec la même chanson. En 2003, les deux groupes ont joué (certains joueurs ont été remplacés) lors de l’événement Casiopea vs. The Square. Les deux groupes ont encore une certaine connivence, sachant que Noriaki Kumagai, batteur de Casiopea (1993-1997), et Mitsuru Sutoh, ancien bassiste du T-Square, font tous les deux partie de TRIX. Et le joueur de saxophone Takeshi Itoh, a joué avec Minoru Mukaiya, le claviériste de Casiopea, en 2006.

### Synchronized DNA
Les batteurs Hiroyuki Noritake de T-Square et Akira Jimbo de Casiopea ont créé un Duo Drum Duo en 2003, après le concert Casiopea vs. The Square.

### Pyramid
Le pianiste Hirotaka Izumi, l'ancien batteur de Casiopea Akira Jimbo et le guitariste Yuji Toriyama ainsi que d'autres musiciens de studio forment le groupe Pyramid. Ils ont sorti quatre albums studio.

### En tant que remplaçants pour d'autres artistes
Après la dissolution de Trio the Square, Mitsuru Sutoh et Keiji Matsumoto deviendraient plus tard des musiciens de soutien du groupe japonais Acapella Pop, The Gospellers. Sutoh joue également pour TRIX (depuis leur formation en 2004). Les autres musiciens reconnus de ce groupe sont Noriaki Kumagai (batteur de Casiopea de 1993 à 1996).
Le batteur Hiroyuki Noritake et le clavier Keizoh Kawano, ainsi que le bassiste ko Shimizu (de Naniwa Express) enregistrent en tant que membres remplaçants pour le guitariste de J-Fusion / Rock Kumi Adachi en 2007-2008.
Le bassiste actuel de T-Square, Shingo Tanaka, est un ancien membre de The 39's / The Thank You (39 en japonais peut être prononcé comme san kyū, qui sonne comme Thank You). Les 39's étaient un groupe qui accompagnait les concerts de vocaloids, en particulier la série de concerts 39's Giving Day (qui sonnent comme Thanksgiving Day), bien que les concerts eux-mêmes ne se déroulent pas nécessairement ce jour-là. En mars 2012, lors du dernier concert 39's Giving Day, le groupe est également accompagné de Takahiro Miyazaki.

## Discographie

### Années 1970
- Lucky Summer Lady (en) (1978)
- Midnight Lover (en) (1978)
- Make Me a Star (en) (1979)

### Années 1980
- Rockoon (en) (1980) : premier album avec Takeshi Itoh jouant du Lyricon (il utilisera une Yamaha WX11 en 1987 et une AKAI EWI à partir de 1988).
- Magic (1981)
- Jungle Strut (1982) : considéré comme très rare, cette chanson est sortie en tant que single uniquement sur cassette avec le Walkman de Sony.
- Japanese Soul Brothers (février 1982, émission de la NHK) : cette chanson, depuis l’émission NHK Session '82, n’a été jouée en direct que lors de tournées. Elle n'a jamais été sortie en studio avant 1998, en tant que piste-bonus sur leur album du 20e anniversaire, Gravity.
- Temptation of Shapely Legs (titre original: 脚線美の誘惑 Kyakusenbi no Yuhwaku) (1982)
- The Water of the Rainbow (titre original: うち水に Rainbow/Uchi Mizu ni Rainbow) (1983) : cet album inclut une piste appelée Hank and Cliff, où apparaît le Spectrum Horn Section d'Ichiro Nitta, qui est allé cinq ans plus tard jouer lors de la partie japonaise du World Tour du groupe Casiopea.
- Adventures (1984)
- Adventures (Live) (1984) : premier album live de The Square.
- Stars and the Moon (1984)
- R.E.S.O.R.T. (1985) : inclut Omens of Love, qui est plus tard mis en parole et repris sous le nom de Wink Killer par Kyōko Koizumi.
- S.P.O.R.T.S. (1986) : Hiroyuki Noritake remplace Tohru Hasebe à la batterie.
- Truth (1987) : Mitsuru Sutoh remplace Toyoyuki Tanaka à la basse. Le percussionniste d'origine, Kiyohiko Senba, enregistre sur cet album également. Cet album présente l'une des musiques les plus connues et les plus remixées de T-Square qui a donné son nom à l'album, Truth.
- Yes, No (1988) : dernier album studio sous le nom de The Square.
- Live in New York (1988) : dernier album live sous le nom de The Square.
- Wave (1989) : premier album studio sous le nom de  T-Square.

### Années 1990
- Natural (1990)
- T-Square Live (inclut le thème F1) : premier enregistrement de Masato Honda avec le groupe, jouant en arrière-plan, avec la section des cuivres. Premier album studio sous le nom de T-Square.
- New-S (1991) : Takeshi Itoh est remplacé par Masato Honda.
- Farewell and Welcome (1991) : il s'agit du premier concert Farewell and Welcome de T-Square. Comme le titre l'implique, Takeshi Itoh quitte le groupe et Masato Honda prend sa place.
- Refreshest (1991, premier album en tant que T-Square and Friends)
- Impressive (1992)
- Human (1993)
- Summer Planet (Titre original: 夏の惑星 Natsu no Wakusei) (1994)
- SOLITUDE (dédié à Ayrton Senna) (1994, en tant que T-Square and Friends)
- Welcome to the Rose Garden (1995, en tant que T-Square) : inclut une piste appelée Prime Time, qui est un arrangement de Prime de l'album R.E.S.O.R.T.
- Miss you in New York (1995, en tant que T-Square and Friends)
- T-Square and Friends Live in Tokyo (1995, en tant que T-Square and Friends, sorti en VHS) : premier album live de T-Square and Friends.
- B.C.A.D. (1996)
- Blue in Red (1997)
- Gravity (1998) : Takahiro Miyazaki remplace Masato Honda. La version Limited Edition de cet album inclut Japanese Soul Brothers, avec en vedette les deux anciens saxophonistes de T-Square, Masato Honda et Takeshi Itoh, avec Takahiro Miyazaki.
- 20th Anniversary Performance at Yaon de Asobu (diffusion live, 25 juillet 1998) : c'est le seul concert live où apparaissent les trois saxophonistes.
- Farewell and Welcome Live 1998 (1998)
- Sweet and Gentle (1999) : Tadashi Namba est remplacé par Keiji Matsumoto.

### Années 2000
- T-Square (2000) : en raisons d'un différend artistique, Takahiro Miyazaki, Mitsuru Sutoh, Keiji Matsumoto et Hiroyuki Noritake quittent le groupe après la sortie de cet album.
- Friendship (2000) : Takeshi Itoh, le saxophoniste d'origine du groupe est de retour, cependant les parties de Sutoh, Matsumoto et Noritake sont jouées par des musiciens de session.
- Friendship (Live) (2001) : premier enregistrement de Keizoh Kawano avec T-Square en tant que claviériste remplaçant. Depuis lors, Kawano joue avec le groupe Live, mais n'enregistre pas en studio avant 2002.
- Truth 21c (2001) : cet album contient des arrangements des tubes de T-Square, incluant le titre éponyme Truth (1987).
- Brazil (2001)
- New Road, Old Way (2002)
- Vocal2 (ou Vocal Square, 2002) : premier album avec Keizoh Kawano.
- Spirits (2003, sous le nom de The Square) : cet album marque le retour officiel de Mitsuru Sutoh, Hiroyuki Noritake et Hirotaka Izumi. Le groupe ne s'était plus appelé The Square depuis 1988.
- T Comes Back (2003) : arrangements de précédents succès, tels que Omens of Love '03. Le groupe redevient à T-Square.
- Groove Globe (2004) : cet album contient des chansons écrites par Keizoh Kawano, remplaçant Hirotaka Izumi au piano/claviers. Premier et seul album avec Katsuji Morioka en bassiste.
- Passion Flower (2005) : cet album marque les débuts de Satoshi Bandoh à la batterie (remplaçant Hiroyuki Noritake) et du remplaçant Shingo Tanaka à la basse (à la place de Katsuji Morioka).
- Blood Music (2006)
- 33 (2007)
- Wonderful Days (2008, en tant que T-Square Super Band) : cet album rassemble les anciens membres Takahiro Miyazaki, Hiroyuki Noritake, Mitsuru Sutoh, Toyoyuki Tanaka and Hirotaka Izumi et les membres actuels Satoshi Bandoh, Keizoh Kawano, Takeshi Itoh et Masahiro Andoh. Shingo Tanaka n'est pas impliqué dans les enregistrements du Super Band ou les lives anniversaires, en raison de son statut de remplaçant.
- Concert Tour 2008 Final Wonderful Days (2008, DVD) : concert live du super-groupe.
- The Square ~ T-Square Since 1978 30th Anniversary (2009, DVD and Blu-ray, en tant que T-Square Super Special Band) : cet album rassemble les anciens membres  Tohru Hasebe, Toyoyuki Tanaka, Yuhji Mikuriya, Yuhji Nakamura, Takahiro Miyazaki, Michael S. Kawai, Mitsuru Sutoh, Kiyohiko Semba, Hirotaka Izumi, Hiroyuki Noritake and Junko Miyagi, et quatre membres officiels.
- Discoveries (2009, en tant que T-Square)

### Années 2010
- Time Travel (titre original : 時間旅行 Jikan Ryoko) (2010) : cet album sert à donner plus d'exposition au travail de composition des nouveaux musiciens du groupe, Satoshi Bandoh and Keizoh Kawano.
- Treasured Songs – T-Square plays The Square (titre original : たからのうた Takara no Uta – T-Square plays The Square) (2010) : cet album lance la série de réenregistrement de musiques vintage lorsque T-Square est connu sous le nom de The Square (1978 à 1988).
- Nine Stories (2011) : cet album contient 9 pistes, 2 pistes écrites par chaque membre officiel de T-Square, avec 3 écrites par le batteur Satoshi Bandoh.
- Music Dream – T-Square plays The Square (titre original : 夢曲 (ゆめのうた) Yume Kyoku (Yume no Uta) – T-Square plays The Square) (2011) : second album dans la série de reprises de The Square.
- Wings (2012)
- Rainbow Songs – T-Square plays T- and The Square Special (titre original : 虹曲 Niji Kyoku – T-Square plays T- and The Square Special) (2012) : cet album de reprises contient des musiques des années 1990 de T-Square et des invités spéciaux.
- Smile (2013, en tant que T-Square Super Band) : cet album rassemble les anciens membres, Takahiro Miyazaki, Hiroyuki Noritake, Mitsuru Sutoh, Toyoyuki Tanaka, Kiyohiko Senba et les membres actuels Satoshi Bandoh, Keizoh Kawano, Takeshi Itoh et Masahiro Andoh. Premier album à inclure Shingo Tanaka en membre officiel.
- History (2013, en tant que T-Square Plus)
- T-Square 35th Anniversary 'Festival' (en tant que T-Square Super Special Band, filmé en 2013, sorti en 2014)
- NEXT (2014)
- Dolphin Through (2015) : premier album des plus grands hits depuis 2006.
- Paradise (2015)
- Treasure Hunter (2016)
- Year End Live 20151219-24 Best Take Complete Selection (2016)
- REBIRTH (2017)
- CITY COASTER (2018)
- HORIZON (2019)